# Astragalus saccatus
Astragalus saccatus är en ärtväxtart som beskrevs av Pierre Edmond Boissier. Astragalus saccatus ingår i släktet vedlar, och familjen ärtväxter. Inga underarter finns listade i Catalogue of Life.